# Ullmann's Encyclopedia of Industrial Chemistry
La Ullmann's Encyclopedia of Industrial Chemistry (« Encyclopédie Ullmann de chimie industrielle ») est un ouvrage de référence majeur en chimie. Cette encyclopédie propose des articles en chimie appliquée, chimie industrielle et génie chimique. Elle a été fondée par le chimiste allemand Fritz Ullmann (1875–1939) en 1914.

## Éditions
- 1914–1922 : en 1914, parution du 1er volume. En 1922, fin de la 1re édition, en langue allemande, publiée par Fritz Ullmann, intitulée Enzyklopädie der Technischen Chemie, complète avec 12 volumes.
- 1928–1932 : 2e édition.
- 1951–1970 : 3e édition. À cette époque, le seul ouvrage de référence comparable était la Kirk-Othmer Encyclopedia of Chemical Technology, en anglais (1re éd. : 1947–1949)[2].
- 1972–1984 : 4e et dernière édition en allemand, 25 volumes.
- 1985–1996 : 5e édition, intitulée Ullmann's Encyclopedia of Industrial Chemistry, les articles sont désormais rédigés en anglais, 36 volumes.
- Depuis 1997 : parution d'une version CD-ROM.
- Depuis 2000 : parution d'une version accessible en ligne.
- 2002–? : parution de la 6e édition qui atteint 40 volumes  (ISBN 978-3-527-30385-4).
- 2011–2014 : parution de la 7e éd. (40 volumes) ; elle compte plus de 1 100 articles rédigés par plus de 3 000 auteurs experts internationaux de tout horizon, et est publiée par Wiley-VCH Verlag GmbH & Co. KGaA (Wiley-VCH). La mise à jour de la version accessible en ligne est trimestrielle.

Édition imprimée  (ISBN 978-3-527-32943-4) DOI 10.1002/14356007.

Édition DVD 2014  (ISBN 978-3-527-33593-0).
Le dernier éditeur en chef de l'encyclopédie « Ullmann » est Barbara Elvers.

## Source
- (en) « Ullmann's Encyclopedia of Industrial Chemistry », sur Wiley Online Library, 2014 (consulté le 17 janvier 2014).